# سنياسيين

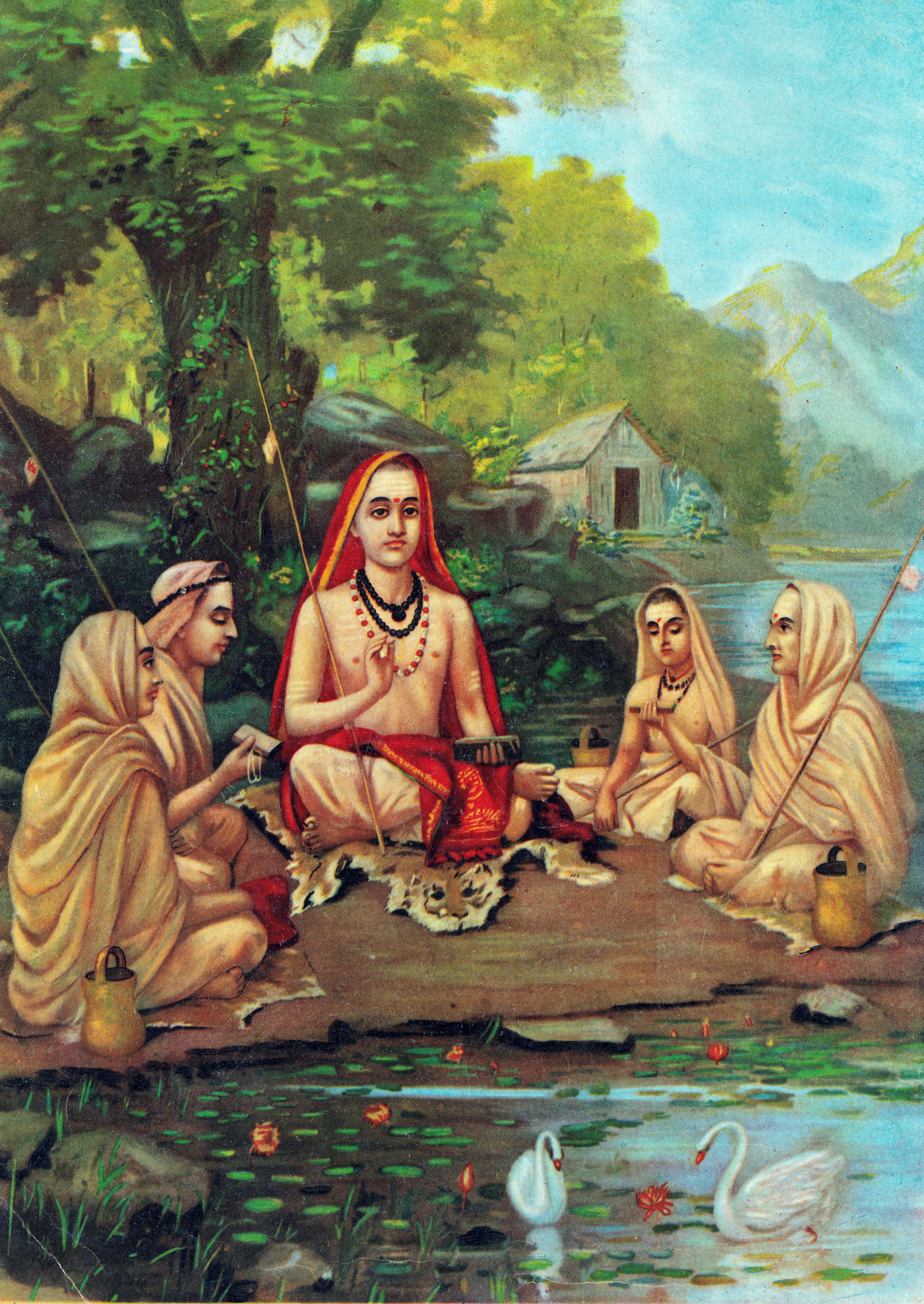
آدي شانكارا (788-820) ، مؤسس أدفايتا ، مع تلاميذه. راجا رافي فارما (1904)

سنياسيين (السنسكريتية: संन्यास، IAST: Saṃnyāsa) طائفة هندوسية كانت تتبع تعاليم دينية تسمى السانياسا ومنها اشتق اسمهم . تقوم السانياسا على مبدأ التنازل وهي المرحلة الرابعة ضمن الهندوسية المكونة من نظام من أربع مراحل للحياة تعرف مجتمعة باسم أشرما، تسمى المراحل الثلاث الأولى من الـ أشرما بـ براهماكاريا وغريهاستا وفانابراستا على التوالي.
يمارس الرجال أو النساء طقوس السانياسا تقليديًا في السنوات الأخيرة من حياتهم، بينما يكون لدى الشباب خيار تخطي مرحلتي غريهاستا وفانابراستا والتخلي عن المساعي الدنيوية والمادية وتكريس حياتهم للممارسات الروحية.
السانياسا هي شكل من أشكال الزهد، وتتميز بنبذ الرغبات المادية والأحكام المسبقة، ويمثلها حالة من عدم الاهتمام والانفصال عن الحياة المادية، والغرض من ذلك هو قضاء المرء حياة روحية بسيطة مسالمة ومستوحاة من الحب. في الهندوسية يسمى الفرد الواحد من أتباع السانياسا باسم سينياسي (الذكور) أو سينياسيني (للإناث) وهي نفس فكرة الراهب والراهبة في التقاليد المسيحية أو بيكوس وبيكونيس في البوذية.
كانت السانياسا تاريخيا مرحلة من التنازل تمثل حياة هادئة وبسيطة والسعي الروحي في التقاليد الهندية (أو ما يسمى أهمسا). ومع ذلك، لم يكن هذا هو الحال دائما. بعد المعارك وإقامة الحكم الإسلامي في الهند في القرن الثاني عشر من خلال الهند البريطانية تحول بعض أتباع الديانة الشيفاوية والفيشنوية إلى محاربين عسكريين وقاموا بوضع فنون الدفاع عن النفس وأُنشأت الاستراتيجيات العسكرية و شاركوا في حرب العصابات. لعب هؤلاء المحاربون السنياسيين (الزاهدون) دورًا مهمًا في مساعدة القوى الاستعمارية الأوروبية على تأسيس نفسها في شبه القارة الهندية.